# DDR-Liga 1981/82
In 1981/82 werd het 32ste seizoen van de DDR-Liga gespeeld, de tweede klasse van de DDR. De vijf groepswinnaars speelden een eindronde waarvan de top twee promoveerde. BSG Chemie Böhlen promoveerde meteen terug naar de DDR-Oberliga, 1. FC Union Berlin deed dit na twee jaar afwezigheid.

## Promotie-eindronde
| Plaats | Club                   | Wed. | W | G | V | Saldo | Ptn. |
| ------ | ---------------------- | ---- | - | - | - | ----- | ---- |
| 1.     | BSG Chemie Böhlen      | 8    | 6 | 1 | 1 | 16:4  | 13:3 |
| 2.     | 1. FC Union Berlin     | 8    | 4 | 3 | 1 | 11:8  | 11:5 |
| 3.     | ASG Vorwärts Stralsund | 8    | 2 | 3 | 3 | 7:9   | 7:9  |
| 4.     | BSG Stahl Riesa        | 8    | 2 | 2 | 4 | 10:11 | 6:10 |
| 5.     | BSG Motor Nordhausen   | 8    | - | 3 | 5 | 5:17  | 3:13 |

### Topschutters
|    | Speler           | Club               | Goals |
| -- | ---------------- | ------------------ | ----- |
| 1. | Klaus Havenstein | BSG Chemie Böhlen  | 6     |
| 2. | Uwe Borchardt    | 1. FC Union Berlin | 4     |
| 3. | Bernd Hubert     | BSG Chemie Böhlen  | 3     |
| 3. | Roland Wenzel    | BSG Stahl Riesa    | 3     |